# Obrada
Obrada war ein traditionelles spanisches Flächenmaß, das in Kastilien bis zur Einführung des metrischen Systems verwendet wurde. Eine Obrada entspricht 4000 Quadratmeter. Seine Herkunft leitet sich von der Ackerfläche ab, die zwei Ochsen oder Maultiere in einer Zeit von etwa 8 Stunden pflügen konnten. 